# Janten
Janten is een bestuurslaag in het regentschap Kulon Progo van de provincie Jogjakarta, Indonesië. Janten telt 1073 inwoners (volkstelling 2010).